# 2009 în astronomie
2006 - 2007 - 2008 - 2009 - 2010 - 2011 - 2012

## Evenimente
- Anul 2009 a fost declarat Anul Internațional al Astronomiei[1] de către UNESCO pentru a sărbători aniversarea a 400 de la prima utilizare a telescopului de către Galileo Galilei.

## Fazele Lunii
Tabelul următor rerezumă fazele Lunii pentru anul 2009 :
| #  | Primul pătrar | Lună plină | Ultimul pătrar | Lună nouă |
| -- | ------------- | ---------- | -------------- | --------- |
| 1  | 04/01         | 11/01      | 18/01          | 26/01     |
| 2  | 02/02         | 09/02      | 16/02          | 25/02     |
| 3  | 04/03         | 11/03      | 18/03          | 26/03     |
| 4  | 02/04         | 09/04      | 17/04          | 25/04     |
| 5  | 01/05         | 09/05      | 17/05          | 24/05     |
| 6  | 31/05         | 07/06      | 15/06          | 22/06     |
| 7  | 29/06         | 07/07      | 15/07          | 22/07     |
| 8  | 28/07         | 06/08      | 13/08          | 20/08     |
| 9  | 27/08         | 04/09      | 12/09          | 19/09     |
| 10 | 26/09         | 04/10      | 11/10          | 18/10     |
| 11 | 26/10         | 02/11      | 09/11          | 16/11     |
| 12 | 24/11         | 02/12      | 09/12          | 16/12     |
| 13 | 24/12         | 31/12      |                |           |